# Idioma protomunda
Protomunda es la protolengua reconstruida de las lenguas munda del sur de Asia. Ha sido reconstruido por Sidwell & Rau (2015). Según Sidwell, la lengua protomunda se separó del protoaustroasiático en Indochina y llegó a la costa de Odisha hace entre 4.000 y 3.500 años.